# 13689 Суччі
13689 Суччі (13689 Succi) — астероїд головного поясу, відкритий 9 вересня 1997 року.
Тіссеранів параметр щодо Юпітера — 3,177.